# Rabdophaga salicisbrassicoides
Rabdophaga salicisbrassicoides är en tvåvingeart som först beskrevs av Alpheus Spring Packard 1869.  Rabdophaga salicisbrassicoides ingår i släktet Rabdophaga och familjen gallmyggor.
Artens utbredningsområde är Illinois. Inga underarter finns listade i Catalogue of Life.